# Herlong (Kalifornija)
Herlong je naseljeno područje za statističke svrhe u američkoj saveznoj državi Kalifornija. Prema popisu stanovništva iz 2010. u njemu je živjelo 298 stanovnika.